# Claude Bausmont
Claude Bausmont ou de Bauzemont est né vers 1430 et est mort en 1477.  Il est un modeste soldat  lorrain qui aurait malencontreusement fait périr Charles le Téméraire à l'étang Saint-Jean à côté de la bataille de Nancy. La culpabilité à laquelle il est confronté après cette bataille aura raison de lui : il meurt de mélancolie dans les mois qui suivirent. Etant fils d’un modeste châtelain de Saint-Dié, il aurait regretté la potentielle rançon qu'il aurait pu tirer de la capture du (supposé) duc de Bourgogne. À la mort de son père, Claude Bausmont récupère ses offices, essentiellement honorifiques.

## Archives et écrits de mémorialistes de Bourgogne et de Lorraine
Certaines archives mentionnent ce chevalier lorrain qui tua Charles le Téméraire par le nom Claude Bausmont et, désespéré de n'avoir pas su épargner la vie du prince bourguignon, meurt de désolation en août ou septembre 1477. De la capture du duc, il aurait pu obtenir une part non négligeable de rançon. Les faits se déroulent alors que l’arrière-garde de René II, duc de Lorraine, passée derrière les lignes bourguignonnes et bloquant les issues vers Nancy, derrière l’étang et le ruisseau Saint-Jean, que cet obscur soldat; sourd et doté d’une mauvaise vue, est entré dans l’histoire le 5 janvier 1477. Du fait de sa perception biaisée, il n'aurait pas bien saisi les appels au secours du Téméraire, ni perçu les insignes ducaux.
Quelques pièces d’archives attestent qu’il est le fils de Ferry de Bauzemont, châtelain et cellérier de Saint-Dié. Son père, dont le testament passé par-devant notaire et sous le sceau du senier est rapporté par le grand prévôt de Riguet, historiographe de la Collégiale Saint-Dié, est surnommé « le hacquart ». On ne connaît pas les dates de naissance du père ni du fils. À la mort du père en 1467, Claude hérite une part du château et de la seigneurie de Sainte-Marguerée (Sainte-Marguerite (Vosges)). En 1469, il reçoit les offices vacants depuis le décès paternel. Fin 1469, il part faire campagne en Allemagne. Entre 1470 et 1471, il est remboursé des frais de guerre, en particulier du coût d’un cheval tué sous lui. Successivement, en 1473, 1474, et 1475, il demeure châtelain et cellérier de Saint-Dié. Claude Bausmont n’a sous la main que les recrues paysannes pour assurer un tour de garde et une discrète surveillance policière autour de la ville haute des chanoines. Par son titre de cellérier, il a la charge de l’approvisionnement de cette ville haute, centre de la collégiale, en cas de siège.
Peu après sa mort, sa femme Sibille épouse en secondes noces Husson, greffier et secrétaire de la comtesse de Salm à Viviers. En 1502, ses enfants adultes, le fils Claude et la fille Jeanne, qui a épousé Roland de Malmédy, vendent leur part de la seigneurie de Marguerée.
Les mémorialistes le nomment de diverses manières, mais toujours avec le même prénom et en oubliant parfois la particule qui n'existe d'ailleurs pas dans la tradition populaire : Claude de Bazemont (Champier), Claude de Bauzemont, Claude de Beaumont (Baleicourt ou père Benoît) et même Claude de Blamont ...  Il semble que les écritures tardives aient puisé dans la tradition populaire, car tout a été fait pour rendre de somptueux honneurs princiers au Téméraire et oublier les désolantes conditions de sa mort, lesquelles auraient paru inconcevables aux maîtres de la noble et si chevaleresque littérature de Bourgogne.

## Toponymie familiale et tradition orale
La famille Bausmont ou Baumont, apparentée au Boson de Bauzémont, est lointainement originaire, pour quelques historiens locaux, de Bouzemont, à douze kilomètres de Mirecourt, près de Dompaire. Cette commune aujourd’hui réduite était une importante localité de hauteur, refuge guerrier au haut Moyen Âge, à cheval sur une côte à 415 mètres d’altitude, disposant d’une bonne source. Elle s’est appelée Bosonis mons in pago Mercurio, Bauzemont, Bozemont. La montagne de Boson était-elle un chef-lieu de ban, fondé par saint Bozon ? Il n’en reste pas moins que, si ce lieu est devenu plus tard possession de la collégiale Saint-Gengoult, chapitre de Toul, le toponyme des Boson ou Bozo dux, appartient à une famille de guerriers longtemps associée à la défense des biens de l’abbaye de Senones en Chaumontois. Elle a aussi fait souche dans les Vosges et son nom apparaît synonyme de force et de courage dans la tradition orale : « être décidé et fort comme Boson ». Il existe aussi un toponyme la hutte de Bozé à Saulcy-sur-Meurthe.
D'autres historiens, se basant sur l'orthographe ou une hypothétique attribution d'un sceau, associent la famille du guerrier au modeste village de Bauzemont, autrefois basoli mons, ou encore Bazemont dans l'actuel canton de Lunéville en Meurthe-et-Moselle. Un rattachement similaire à la localité de Blamont n'est pas connu alors que la femme de Claude Bausmont semble avoir gardé de fortes relations avec la lignée seigneuriale des Salm, comme l'atteste son rapide remariage.
La tradition locale, impitoyable, décrit Bausmont en vieux guerrier délabré, complètement ruiné, sourd comme un pot et rendu beulou par les heurts de cavalcades. Faisant fi de sa particule, elle mentionne même un guerrier imprégné de la noble littérature chevaleresque qu’il se plaisait à écouter pendant les gardes ennuyeuses. Ce noble guerrier est du coup favorable à l’hégémonie de la belle Bourgogne. La collégiale de Saint-Dié qui n’a pas vraiment de garnison à solde, ouvre grand ses portes aux armées de passage, qu’elles soient bourguignonnes ou lorraines. Elle fait des dons de quelques centaines de florins pour se concilier l'armée d'occupation. Alors qu’elle devrait favoriser l’ost pour le duc de Lorraine en fuite, son chapitre accueille avec faveur et force compliments les premiers vainqueurs bourguignons.
Les ressources du châtelain Bausmont continuent à sombrer. Tout change avec le retour de René II qui promet bonnes soldes et récompenses mirifiques aux sujets combattants. Ils peuvent suivre les milliers de mercenaires suisses, qu’il a soudoyés ou plutôt que les villes alsaciennes en Basse Union, sur garantie du roi de France Louis XI, lui ont prêtés généreusement pour entraver l’expansion bourguignonne en Lotharingie. Quelques recrues plus ou moins expérimentées sont réunies par le châtelain, fleurant l’aubaine. Il entraîne une dizaine de gens d’armes à pied. Il pleut des cordes lorsque son groupe rejoint l’arrière-garde, en peine de suivre le rythme de marche des Suisses.

## Mort du Téméraire sur un malentendu
(novembre 2018).
Les troupes de Charles qui, après avoir saisi la ville de Nancy à la bonne saison, l'avait reperdue quelques mois plus tard (pour ne pas avoir suffisamment renforcé sa garnison avant de s'en aller guerroyer les Suisses) sont contraintes de faire un long siège dans le froid pour tenter de la reprendre. Principalement composées de mercenaires qui n'ont pas été payés et sont « las d'attendre leur solde », elles sont à la fois démoralisées (par les mauvaises conditions du siège, par le souvenir de la catastrophique équipée suisse) et très affaiblies en nombre par les désertions qui se multiplient et la trahison ouverte de Campobasso qui, la veille de l'affrontement, passe à l'ennemi avec ses quatre cents lances (2 000   combattants).
René II, lui, s’arrête à Saint-Nicolas-de-Port pour demander au saint des flotteurs une victoire même modeste, tandis que, forte de 20 000 Suisses et Lorrains, son armée, en partie camouflée par une fine neige tombante, s'empresse d'encercler et de prendre à revers les maigres troupes bourguignonnes restantes. Le terrain est détrempé. La bataille de Nancy commence. L’arrière-garde est placée pour empêcher le contournement ou la fuite de l'armée bourguignonne, notamment par l’étang Saint-Jean. Les cours d’eau sont grossis par les pluies, figeant la lourde armée bourguignonne.
Aussi, il est probable que pour ne pas embourber son lourd cheval et motiver des recrues jeunes et empotées, le groupe commandé par Claude Bausmont se soit caché derrière quelques rideaux de fascines pour observer les environs et au besoin combattre à pied les soldats isolés qui voudraient contourner les lignes. Mais ce ne sont que quelques fuyards qui empêtrent les jambes de leurs chevaux dans l’eau boueuse. Avec une hallebarde bien manipulée, ils sont promptement désarçonnés, trucidés et soulagés de leurs modestes biens d’échange.
La bataille tarde au loin. Les Suisses, pressés d’en finir et de regagner une Alsace douillette et vineuse, enfoncent en soirée les mercenaires bourguignons en débandade, de plus prompte manière qu’à Grandson et Morat. La tâche est bien faite. René II, demeuré prudemment en retrait au milieu des bannières des villes et cantons de Berne, Zurich, Fribourg, Sarne, Soleure, Bâle et des villes de la ligue alsacienne, Strasbourg, Schelestadt, Tanne et Colmar, constate, fort ému, la désastreuse perte de cohésion de l'armée adverse, prise en tenaille et dont les débris humains sont massacrés où qu'ils aillent.
Alors que la bataille dont le sort s'est décidé en très peu de temps s'achève déjà, un cavalier bourguignon en fuite, souffrant de multiples blessures, s'embourbe sur les bords mal gelés d'une étendue d'eau marécageuse. L'homme, promptement désarçonné par le groupe de Bausmont qui ne l'identifie pas autrement, a le temps, dit-on, de leur crier "Sauve Bourgogne". Mais l'entendant comme un "Vive Bourgogne", le groupe porte au blessé plusieurs coups fatals puis, soucieux de ne pas s'exposer à d’éventuels traits d’arquebuses en pataugeant trop longtemps à découvert dans la boue glacée, regagne son lieu d’observation et d’embuscade au sec, tandis que Charles de Bourgogne (car c'était lui), le crâne fendu jusqu'aux dents par un coup de hallebarde, agonise dans d'atroces conditions.
Au surlendemain de la victoire lorraino-suisse, après deux nuits au gel prononcé, le corps méconnaissable du Grand Duc d'Occident est retrouvé sur les bords de l'étang Saint-Jean.
Les proches de Louis XI racontent le long arrêt d’expression du souverain français lorsqu’on lui apprend la mort de son cousin ennemi, Charles, retrouvé le corps percé de coups de piques et la tête à moitié fracassée. Une pensée grave, silencieuse, insaisissable laisse place alors à une immense joie incrédule, puis à un empressement soudain d'aller accomplir les grâces.

## Art graphique, écriture et contes traditionnels
Les artistes peintres, en suivant les récits imagés des chroniqueurs, ont bien sûr représenté Bausmont sur un fougueux destrier chargeant et culbutant un flamboyant Téméraire hors Nancy ou encore en chevalier lorrain poursuivant de plus belle sa chevauchée sans entendre mie des cris de détresse du prince tombé à terre au premier plan. Joute chevaleresque fort imagée, le tout iconographié en pleine bataille de Nancy. Le peintre Eugène Delacroix qui a brossé la toile célèbre portant également ce titre, n'aurait d'ailleurs lu que la scène d'un roman de Walter Scott.
Cette faible documentation sur le terrain et sur l'évènement qui s'aperçoit sur cette représentation géographique et historique, totalement catastrophique, d'une scène bien peu crédible selon les érudits lotharingistes, s'explique par la simple volonté de l'artiste en crise religieuse de reproduire un saint Georges terrassant le dragon. Il obéissait - il est vrai - à une commande des musées d'art français sur ordre de Charles X. La peinture historique rapidement réalisée par le maître pour toucher le pécule officiel échut paradoxalement au musée de Nancy.
Le portrait nommé melancolia, réalisé par Albrecht Dürer avec son chevalier en posture pensive est proche du noir état d’esprit du descendant des illustres Boson, même si le peintre de Ulm n’a jamais vu le vieux visage buriné qu’imaginaient les conteurs lorrains.
L'alerte érudit et abbé de Senones, Dom Calmet a narré la fin lorraine du Téméraire au siècle des Lumières. S'il reprend sans polémique, mais non sans ironie, la longue tradition des historiographes bourguignons, l'homme de lettres à la vive écriture précise aussi le singulier destin de ce chevalier lorrain, héros inconnu dont il hésite au départ sur le nom :

« Le duc de Bourgogne voulut gagner le quartier de Saint-Jean près de Nancy, où il logeait pendant le siège. Mais comme il passait par la queue de l'étang qui en est près, il se trouva embarrassé dans le bourbier, où un nommé Claude de Beauzemont, ou de Baumont, ou de Beaumont, châtelain de Saint-Diey, homme vaillant, mais sourd, déchargea un grand coup de lance sur la croupe de son cheval, et donna dans le fondement du Duc. Il en fut renversé : mais s'étant relevé, et s'étant pris en défense, Beaumont redoubla, et lui donna un coup sur le bras, et un autre dans la cuisse qu'il perça. Alors, le Duc lui cria : "Sauve le Duc de Bourgogne". Beaumont croyant qu'il disait "Vive le Duc de Bourgogne" retourna à la charge et lui fendit la tête depuis l'oreille jusqu'à la mâchoire. (...) On assure que Beaumont mourut peu de temps après de regrets d'avoir tué un si grand prince, ou plutôt d'avoir manqué un si riche prisonnier. »

Le journaliste Dom Calmet n'ignore pas la tradition orale et reprend avec une malice feinte, le grand duel de deux nobles combattants. Le retrait du champ de bataille n'est pas interprété comme une fuite, mais comme un banal retour à la paix chaleureuse du campement.
Les vieux conteurs vosgiens ont souvent exploité le comique né des diverses interprétations successives visant à ne pas faire perdre la face à chacun des nobles camps, quitte à oublier la réalité. Et ils scandaient encore, lors des veillées des années 1830, pour clore le récit du mélancolique guerrier Bausmont à la triste fin :

« Un boiteux monte les grands chevaux

Un manchot conduit le troupeau

Vaillant sourd vaut à la bataille,

mais (un) mort n'est rien qui vaille »

Les chanoines de Saint-Dié qui n’avaient rien fait pendant l’invasion et le violent conflit final, financèrent la publication, pour se rendre, comme il se doit, honorables et surtout rendre honneur au vainqueur, d'un long poème en 5044 vers latins, la Nancéïde, composé en 1501 par Pierre de Blarru. Que n'a-t-on fini de louer les beaux actes de courage et de dévotion du duc René II, vainqueur du Téméraire ?